# Angelówka (obwód lwowski)
Angelówka, Angełówka (ukr. Янгелівка, Janheliwka) – wieś na Ukrainie, w obwodzie lwowskim, w rejonie złoczowskim (do 19 lipca 2020 r. w rejonie buskim). W 2001 roku liczyła 26 mieszkańców.
W czasie okupacji niemieckiej mieszkający w Angelówce Polacy - Jan, Anna i Janina Kubalscy, Władysław i Władysława Sokołowie, Bronisława Federowska oraz Stefania Semsch - udzielali pomocy Żydom, za co po wojnie Instytut Jad Waszem uhonorował ich tytułami Sprawiedliwych wśród Narodów Świata.